# Helcogramma larvata
Helcogramma larvata is een straalvinnige vissensoort uit de familie van drievinslijmvissen (Tripterygiidae). De wetenschappelijke naam van de soort is voor het eerst geldig gepubliceerd in 1992 door Fricke & Randall.